# Glypta gouldiana
Glypta gouldiana là một loài tò vò trong họ Ichneumonidae.